# William Hogarth
William Hogarth (London, 1697. november 10. – London, 1764. október 26.) angol festő, grafikus, rézmetsző, a modern karikaturisták előfutára, az angol nemzeti festészet megteremtője.

## Élete
William Hogarth Londonban, Bartholomew Close-ban született Richard Hogarth tanító és nyomdai korrektor legidősebb fiaként. Apja észak-angliai szabad kisbirtokos családból származott, és életének fő műve egy soha ki nem adott latin szótár összeállítása. Bár az ifjú Hogarth képességei hamar megmutatkoztak, a családnak nem volt elég pénze, hogy festőművészetet tanulhasson, olyan foglalkozást kellett választania, amely képességeinek megfelel és biztos megélhetést nyújt. Így került Ellis Gamble ékszerész és ötvös műhelyébe ezüstműves inasnak.

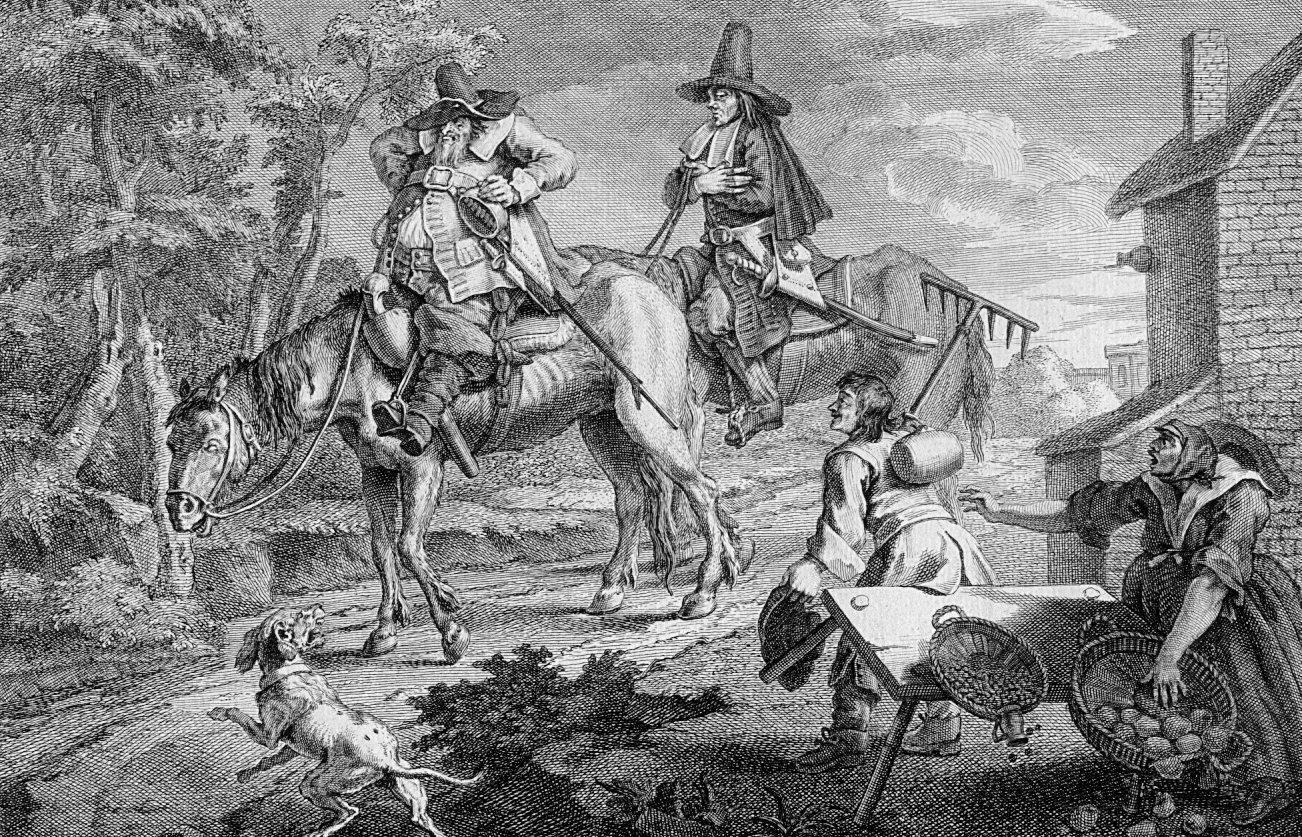
Hogarth Samuel Butler Hudibras című művéhez készített illusztrációja (1726)

Tanulóidejében nagy szerencsétlenség érte a családot. Apja, aki a jelek szerint nem volt jó üzletember, kávézót nyitott, ahol csak latinul lehetett (volna) beszélni. Az üzlet tönkrement, és Richard Hogarth adósságai miatt az adósok börtönébe, a hírhedt Fleet börtönbe került, így Hogarth a rabok családjai számára a börtön mellett kialakított telepen töltötte ifjúkorának öt évét. Életének erről a szakaszáról soha nem beszélt. Apja 1718-ban halt meg, közvetlenül azután, miután Hogarth letöltötte inaséveit.
1720-ban megnyitotta saját műhelyét, s új irányba indult. Nem arany és ezüst készleteket díszített, hanem rézmetszeteket készített, könyvillusztrációkat tervezett. Ekkor szilárdult meg benne az elhatározás, hogy életét a festészetnek szenteli. Mivel képzése más irányú volt, szinte önállóan kezdte megtanulni a festészet alapjait, majd beiratkozott a rajzakadémiára. Közben élénk társadalmi életet élt, barátai és ismerősei között színészek, írók éppúgy voltak, mint orvosok, ügyvédek. Ebben az időben ismerkedett meg Henry Fieldinggel, akivel kölcsönösen hatottak egymás művészetére.

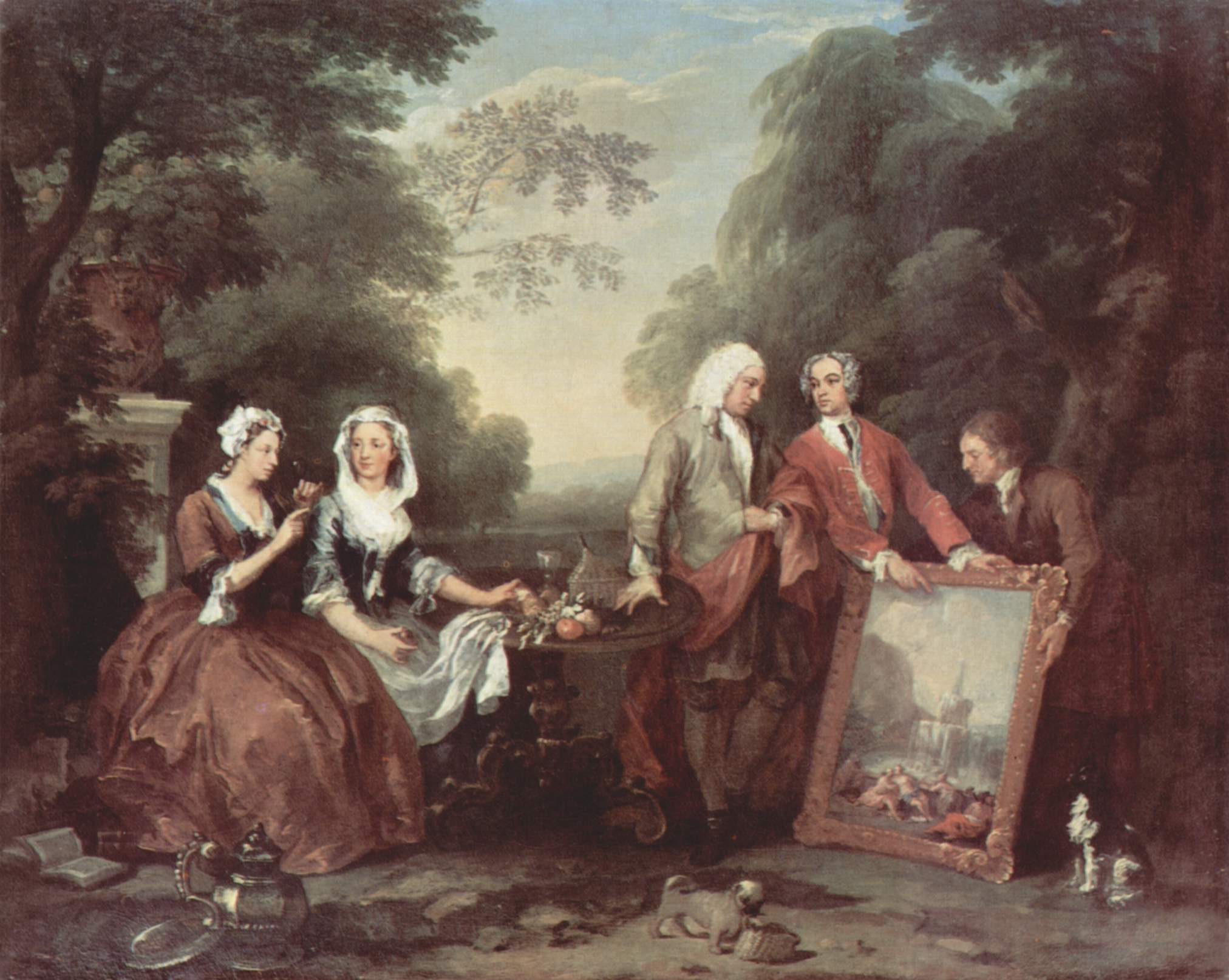
A Fountein család (1730 körül)

1724-ben Sir James Thornhill, a király udvari festője megnyitotta akadémiáját, így került vele kapcsolatba Hogarth, aki hamar felhívta magára a figyelmet két szatirikus rézmetszetével. Rövidesen Thornhill szolgálatába lépett, s ekkoriban kezdett arcképeket készíteni. 1727-ben egy per hatására (amit megnyert) úgy döntött, hogy szakít a vésnökséggel, és mint arcképfestő alapozza meg hírnevét. Ekkoriban jöttek divatba a társalgó csoportokat ábrázoló kisméretű képek, s ez éppen megfelelt Hogarth tehetségének, aki nagyméretű képek készítésénél még bizonytalan volt. Korai művei közül kiválik John Gay Koldusopera című műve alapján készített festménye, amely a színdarab egyik jelenetét ábrázolja. Sikerére jellemző, hogy a következő években több másolatot kellett róla készítenie, s közülük mindegyik eltér az előzőektől.
Hogarth hírneve és foglalkoztatottsága egyre nőtt, s megrendelői Anglia befolyásos családjaiból kerültek ki. Társadalmi helyzetét házassága is megszilárdította, ugyanis megszöktette és 1729. március 23-án feleségül vette Jane Thornhillt, Sir James lányát. Bár ez a házasság látszólag nem volt minden érdek nélkül való, feleségéhez élete végéig mély érzelem fűzte.
Az arcképek mellett időszerű témák ábrázolásával is foglalkozott, sorozatokat készített, amelyek társadalmi problémákat feszegettek. Első ilyen sorozata A szajha útja volt, amelynek festményeit 1731-ben készítette, a metszetsorozatot 1732-ben jelentette meg. Olyan népszerű lett a sorozat, hogy kalózkiadások is készültek belőle. Ez késztette Hogarth-ot arra, hogy folyamodványt nyújtson be a parlamenthez az orvkiadások ellen. A javaslat törvényerőre emelkedése után egy nappal adta ki új sorozatát, Az aranyifjú útját.
|  |  |

Ez az időszak volt Hogarth életének legsikeresebb korszaka. Tíz éven keresztül ő volt London egyik legkeresettebb, legjobban fizetett arcképfestője, metszeteit, sorozatait a legnagyobb érdeklődés övezte. Megtehette, hogy saját költségén díszítse ki a Szent Bertalan Kórház lépcsőházát. A portréfestészet után a történelmi festészet vezető rangját is magáénak akarta, de nem csak önző érdekből, hanem a nemzeti festészet ügyét akarta előre vinni, de szándékai nem valósultak meg. Bőkezűségét bizonyítja, hogy részt vett Richard Coram kezdeményezésében, amellyel otthont és iskolát teremtettek árva gyermekek számára. Az elkészült épület számára képeiből is ajándékozott.

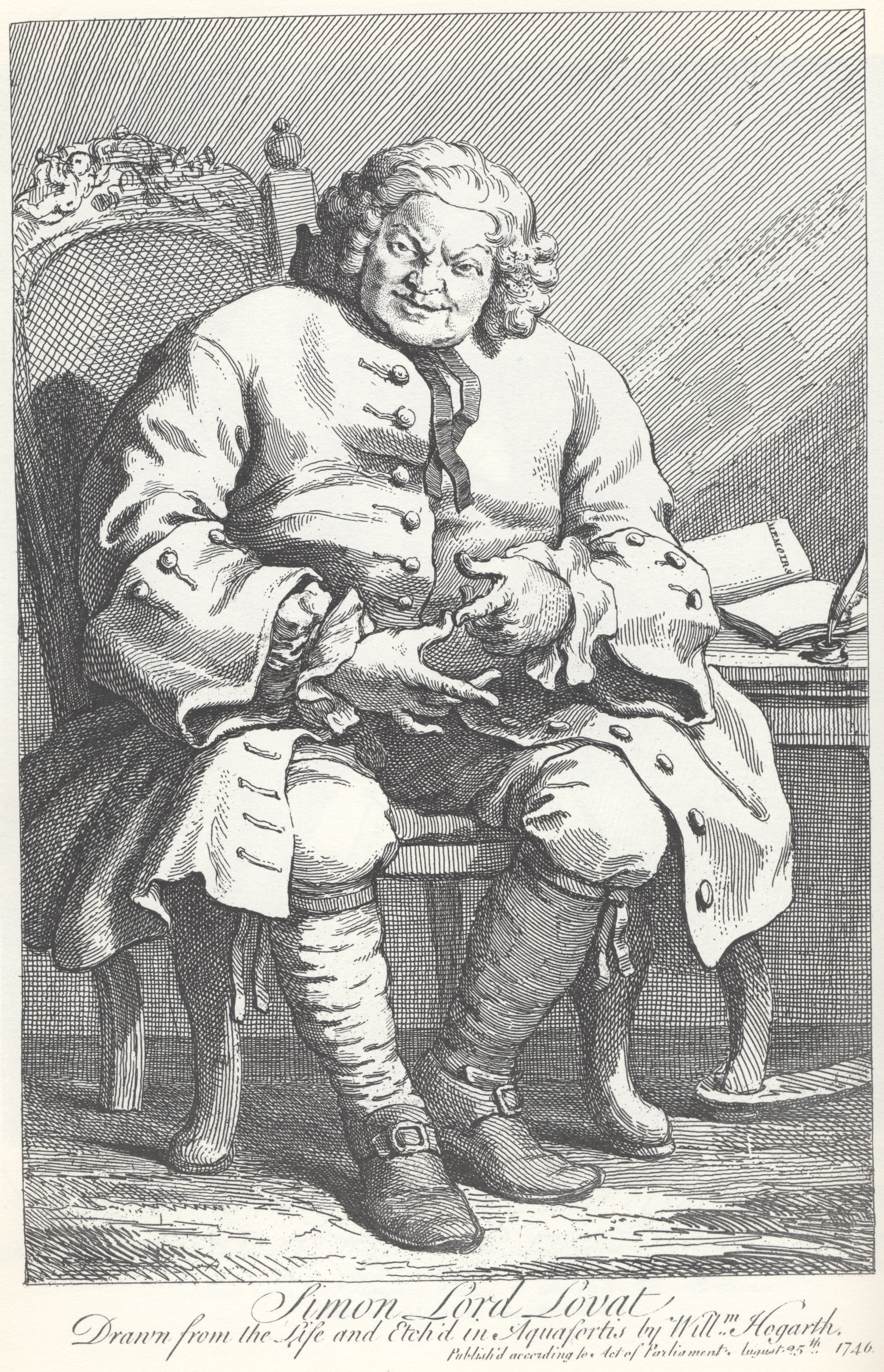
Lord Lovat portréja (1746)

1748-tól egyre kevesebbet festett, új irányt vett érdeklődése. Elhatározta, hogy megírja a szépség mélyreható elemzését, a forma szépségének szabályait. Így született A szépség analízise című könyve, amelyet a kortársak kedvezően fogadtak, de az utókor gyorsan elfeledett. Ennek okai Hogarth alapvetően maradi elvei, amelyek a barokkban gyökereztek, és elütöttek a klasszicizmus felfogásától.
John Thornhill, Sir James fiának és utódjának halála után 1757-ben kinevezték a Király Festőjévé, de a műkritikusokkal és más festőkkel való vitái, valamint romló egészségi állapota teljesen beárnyékolták utolsó éveit. Sigismunda című festménye miatt a támadások kereszttüzébe került. A kortársak többre értékelték az idő barnította reneszánsz képeket, mint Hogarth történelmi tárgyú festményét. A Királyi Akadémia felállítása ellen is tiltakozott, célszerűbbnek látta volna egy művészekből álló hivatalos testület létrehozását, amely kiküszöböli a királyi támogatást és ellenőrzést.
1763-ban agyvérzést kapott, amelyből részben felgyógyult, de 1764-ben rosszabbodott az állapota, és október 26-án meghalt. Chiswickben temették el, sírfeliratát barátja, David Garrick színész írta.

## Művészete
Hogarth felbukkanásáig a legjelentősebb udvari festők külföldiek voltak. Anthony van Dyck művészete hosszú időn át határozta meg az arcképfestés jellegét, s kevés angol művész, köztük Hogarth tudta függetleníteni tőle egyéniségét. Hogarth volt az első, aki a népi művészetből merített, s akinek stílusa és mondanivalója mindenki számára érthető volt, s ő volt az első kora festői között, aki nagyfokú szociális érzékenységről adott számot.

### A modern erkölcsi témák festője

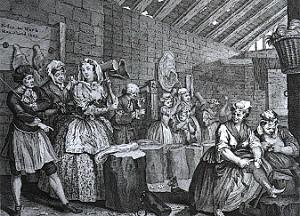
A szajha útja, 4. kép: A dologházban (1732)

Hogarth kora Anglia gazdaságának egyik legvirágzóbb korszaka, s egyben a polgári társadalom árnyoldala érvényre jutásának kora is. Virágzott a korrupció, a bürokrácia és a bűnözés. Jonathan Swift, Daniel Defoe, Henry Fielding regényeinek világa ez, és mellettük párhuzamosan jelenik meg Hogarth művészete, amelyet ugyanaz az irónia, szatirikus világlátás éltet. Sok művére voltak hatással kora írói, és az ő alkotásainak hatása is megjelenik az irodalmi művekben.
Pályafutásának kezdeti szakaszán megismerkedett a francia Jacques Callot rézmetszeteivel, s ez látszik legkorábbi önálló alkotásain. A Déltengeri Társaság című metszete a kor legbotrányosabb üzleti vállalkozását pellengérezi ki, amely emberek százait tette tönkre. Bár az alkotás nem aratott nagy sikert, Hogarth nem adta fel, és számos próbálkozás után kiadta első nagy visszhangot kiváltott metszetsorozatát, A szajha útját. A mű irodalmi megfelelője Defoe Moll Flanders című regénye. A hat képből álló sorozat egy vidékről Londonba érkezett fiatal lány lezüllésének történetét beszéli el, s tele volt találó, aktuális utalásokkal, a nagyváros közismert alakjaival. 1200 példányban jelent meg, és már előfizetésben elfogyott, nagy jövedelmet hozva Hogarthnak, aki eddig anyagi nehézségekkel küzdött.

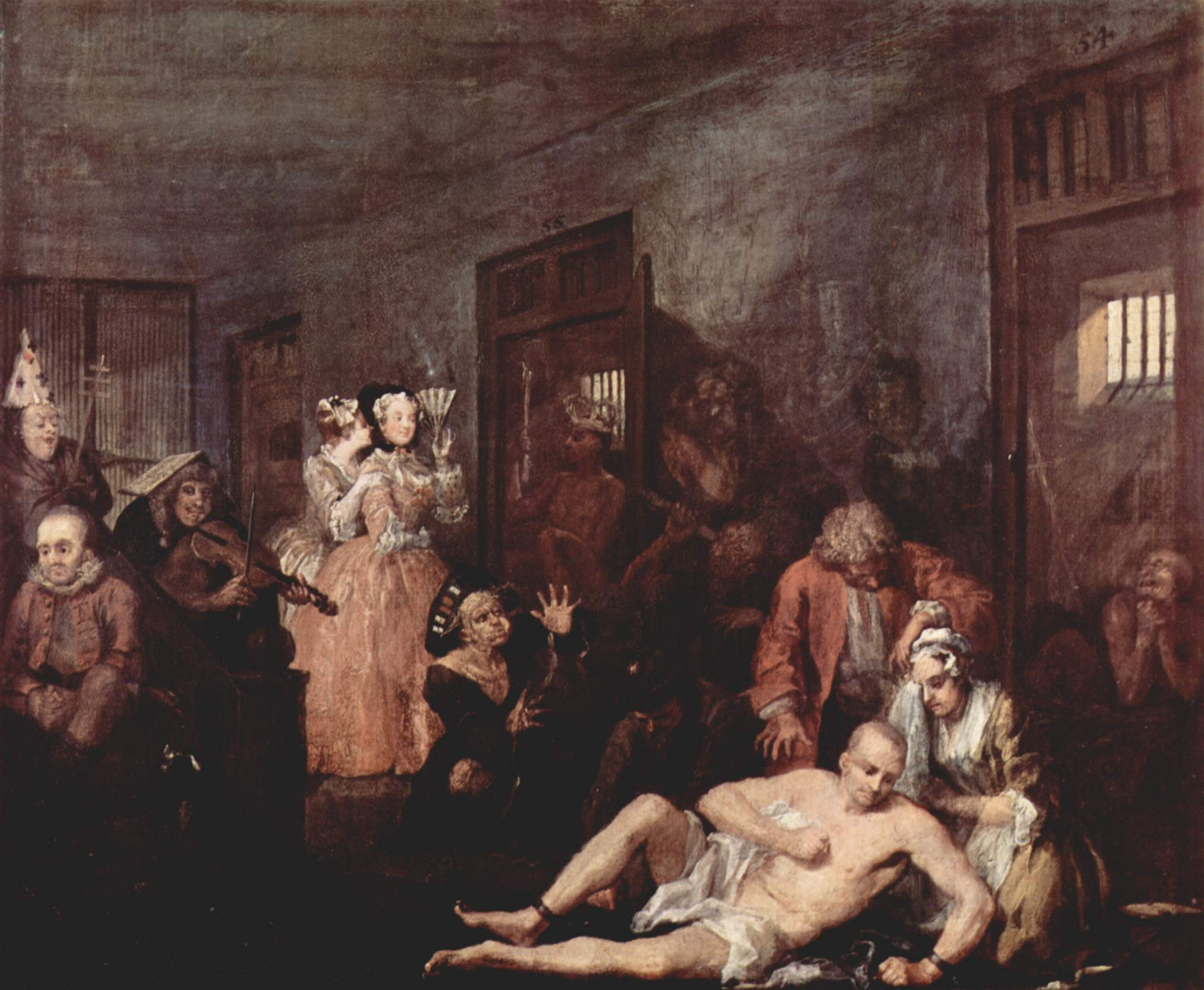
Az aranyifjú útja 8. kép: A bedlami őrültek háza (1736)

A következő nagy sikert aratott metszetsorozata Az aranyifjú útja, amely nyolc lapon mondja el a kor jellegzetes figurájának, a léha, erkölcstelen fiatalembernek az útját a gazdagságból az adósok börtönén át bolondok házában bekövetkező haláláig. Hogarth volt az első művész, aki megörökítette az őrültek házát. Az aranyifjú történetében megjelenik London előkelő világának összes züllött, élősködő alakja a francia tánctanártól a szajháig.
Ennek a sorozatnak egy jelenetéből – az ifjú a pénzéért vesz el egy öreg, félszemű nőt – nőtt ki a Divatos házasság című ciklus témája, amely a korban oly jellemző érdekházasságokat vette célba. A gazdag polgárlány és az eladósodott földesúr házasságát beszéli el a kölcsönös megcsalásokon át a végzetes összetűzésig és az asszony öngyilkosságáig. A történet párdarabja Fielding Modern férj című színdarabja. A szatirikus ábrázolásmód nem akadályozta meg Hogarthot abban, hogy őszinte emberi érzelmeket is bemutasson. Ebben a sorozatban is felbukkannak ismert arcok, alakok, s a könnyedség, az egymásra következő jelenetek törvényszerűsége mutatja, alkotója mekkorát fejlődött A szajha útja megalkotása óta.

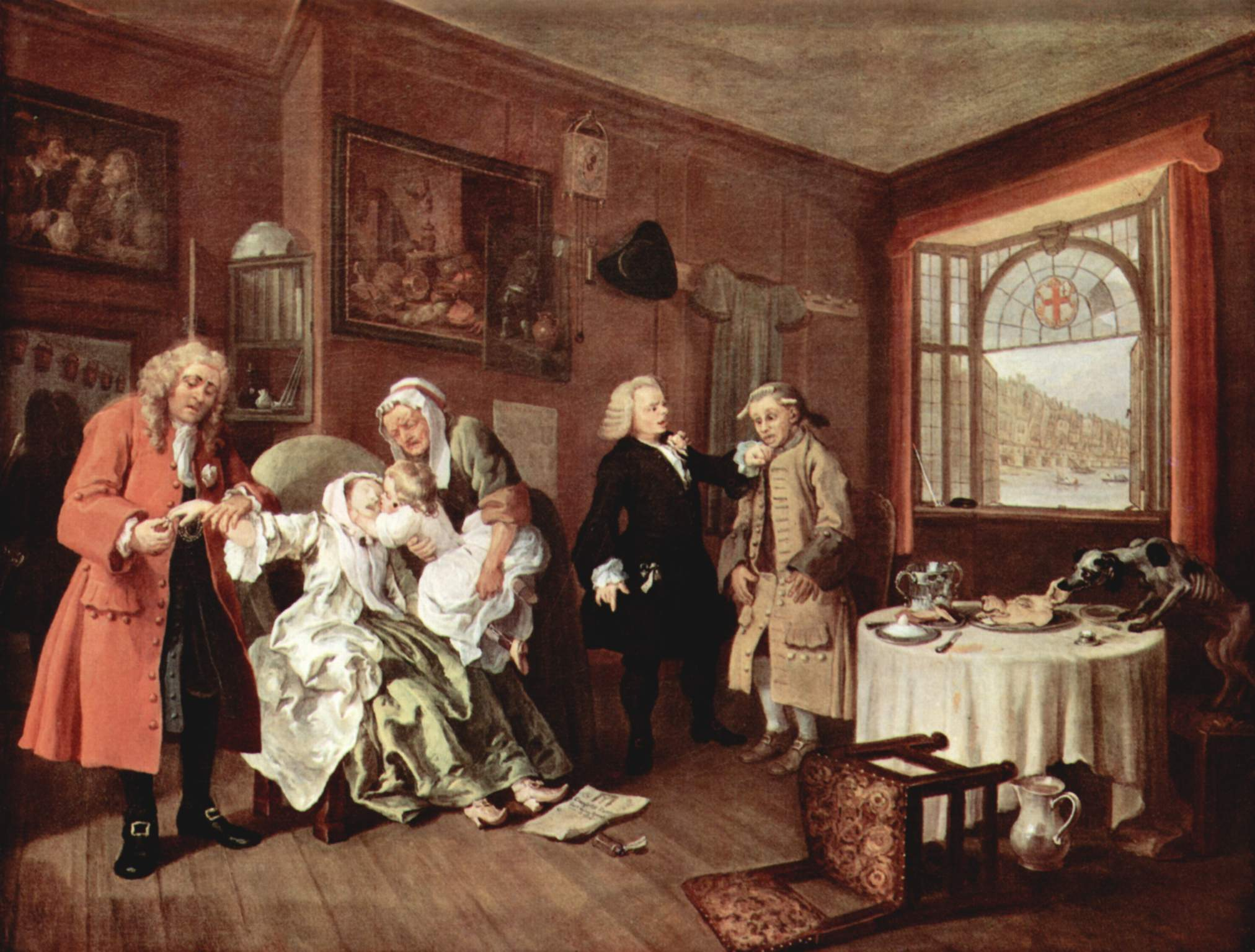
Divatos házasság, 6. kép: A grófnő öngyilkossága (1743)

Néhány évvel később készült Szorgalom és lustaság című ciklusában a polgári erkölcsnek megfelelő típusokat alkotott: a szorgalmas inast, akiből London polgármestere lesz, és ellenpárját, a lusta inast, akit végül a szorgalmas küld a börtönbe. A mű tükrözi Hogarth felfogását és életmódját, amely megegyezett az angol középosztály életfelfogásával. De világosan mutatja régimódi gondolkodását is, hiszen lelke mélyén maradi volt. Bár leleplezte kora ellentmondásait és képmutatását, nem tárta fel az okait; humanista volt és éles szemű társadalomkritikus, de abban a világban gyökerezett, amelyet bírált. Ezért nem találta helyét idős korában, hiszen a gondolkodásmódját akkorra már meghaladta az idő.

### Portréi

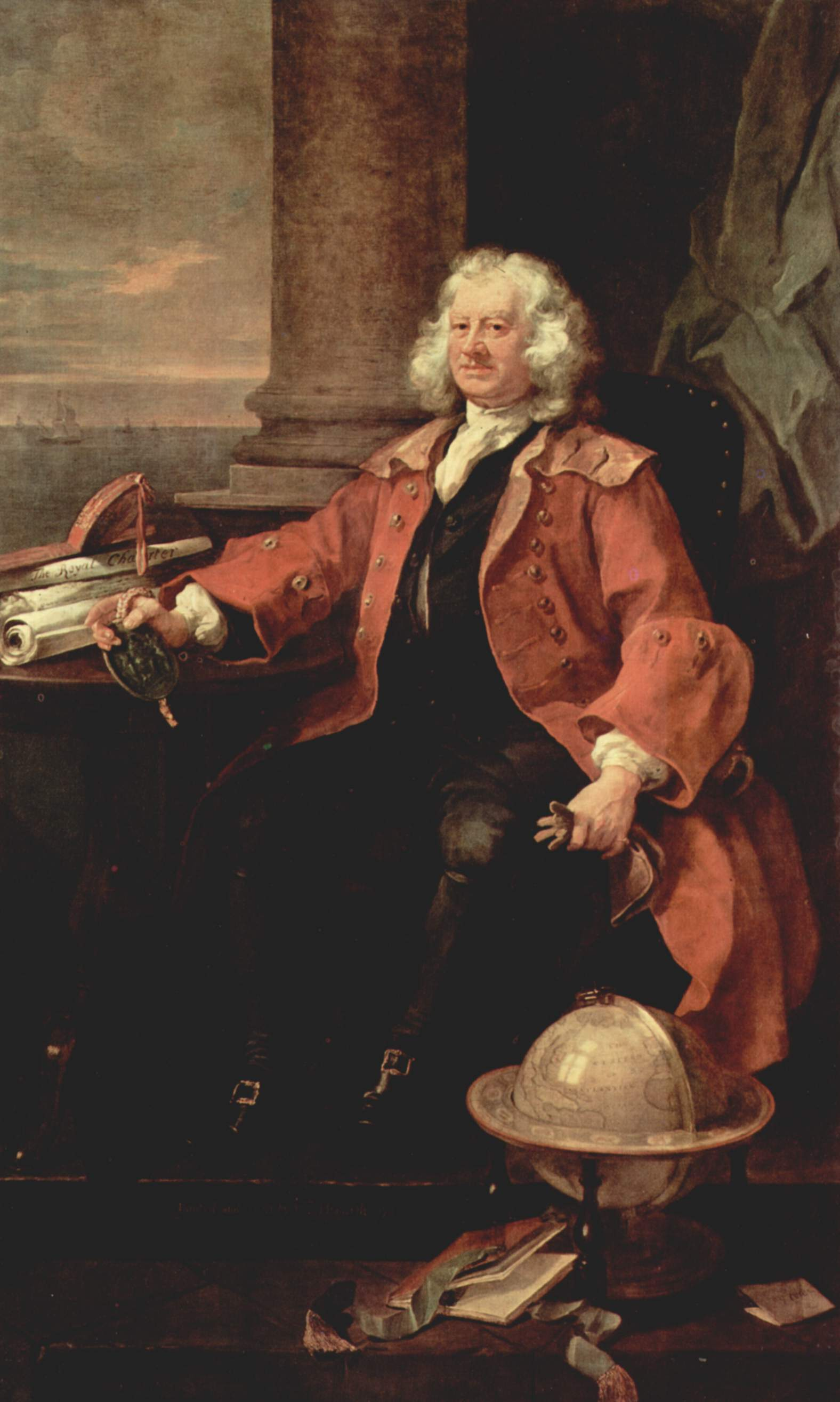
Thomas Coram kapitány portréja (1740)

William Hogarth első sikereit portréfestőként aratta, hiszen nagy tehetsége volt az életteljes hasonlóság megragadásához. Sokat tanult a régi mesterektől, de munkájának erőssége sajátos adottságaiban rejlett: egyéni ecsetkezelésében, s abban a módban, ahogyan megragadta a pillanat szépségét. Erős oldala volt a kis méretben való festés, ami előképzettségével magyarázható. Sorra festette meg az előkelő londoni családok tagjait hétköznapi tevékenységeik, szórakozásaik közben.
A negyvenes években alkotta meg legismertebb arcképeit, többek között megörökítette nővére, Ann Hogarth vonásait is. Női portréi virtuóz ecsetkezeléssel készültek, s árulkodnak alkotójuk szépség iránti vonzódásáról. A kis méretű portrékat lassan felváltották a nagy méretűek, s megfestette első egész alakos arcképét Thomas Coram kapitányról. Ezzel a művel szakított korábbi stílusával, s most már bátran felvehette a versenyt bármelyik portréfestővel. Meg akarta törni a van Dyck által teremtett arcképfestési hagyományt, meg akarta mutatni, hogy el lehet érni a nagy mester színvonalát szolgai utánzása nélkül is. Ebben a szellemben festette meg barátja arcképét Garrick III. Richárd szerepében címmel. A festmény árulkodott Hogarth színház iránti rajongásáról is.

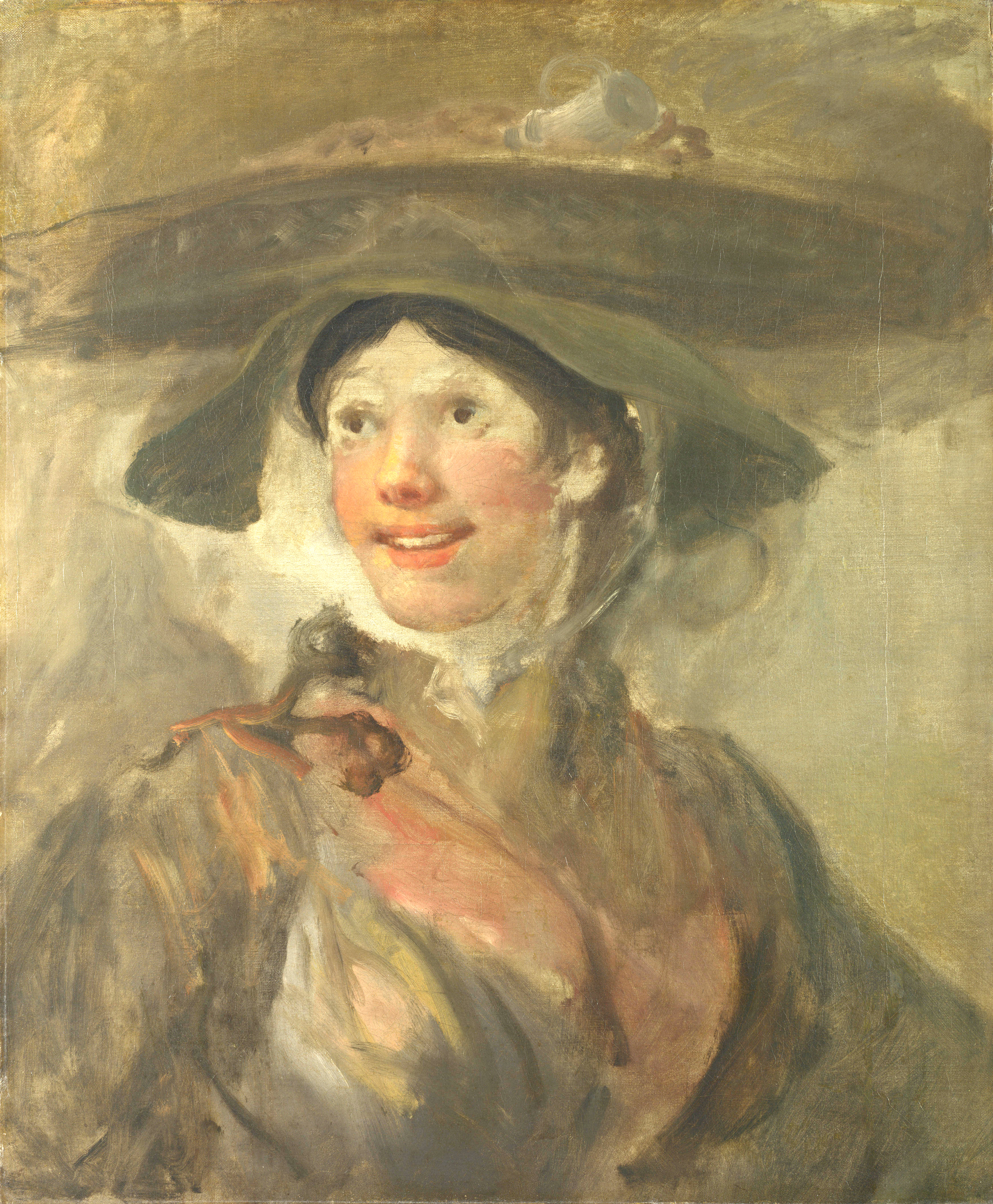
A rákárus lány (1740-1750)

Hogarth korában jó üzlet volt közismert bűnözők, halálra ítélt személyek arcképét elkészíteni és metszetként sokszorosítani. Így született Hogarth egyik legismertebb, legkiválóbb férfiportréja Lord Lovatról, aki maga a megtestesült életerő, szinte falstaffi figura. A főurat a kép elkészülte után néhány nappal felségárulás bűne miatt kivégezték. Pere oly nagy port vert fel, hogy a metszet iránt rendkívül nagy lett az érdeklődés.
Szokatlan csoportképet festett háza személyzetéről Hogarth szolgái címmel. A kép kompozíciója a németalföldi festményekről ismerős. De Hogarth portréfestészetének és ezzel együtt az angol portréfestészetnek a csúcsát jelentő arckép nem ismert személyről született, hanem egy piaci Rákárus lányról. A csúnyácska kislány vidám nevetését olyan egyedülállóan virtuóz színkezeléssel ábrázolta, amely már az impresszionisták művészetét előlegezte meg.

### Történelmi tárgyú képei

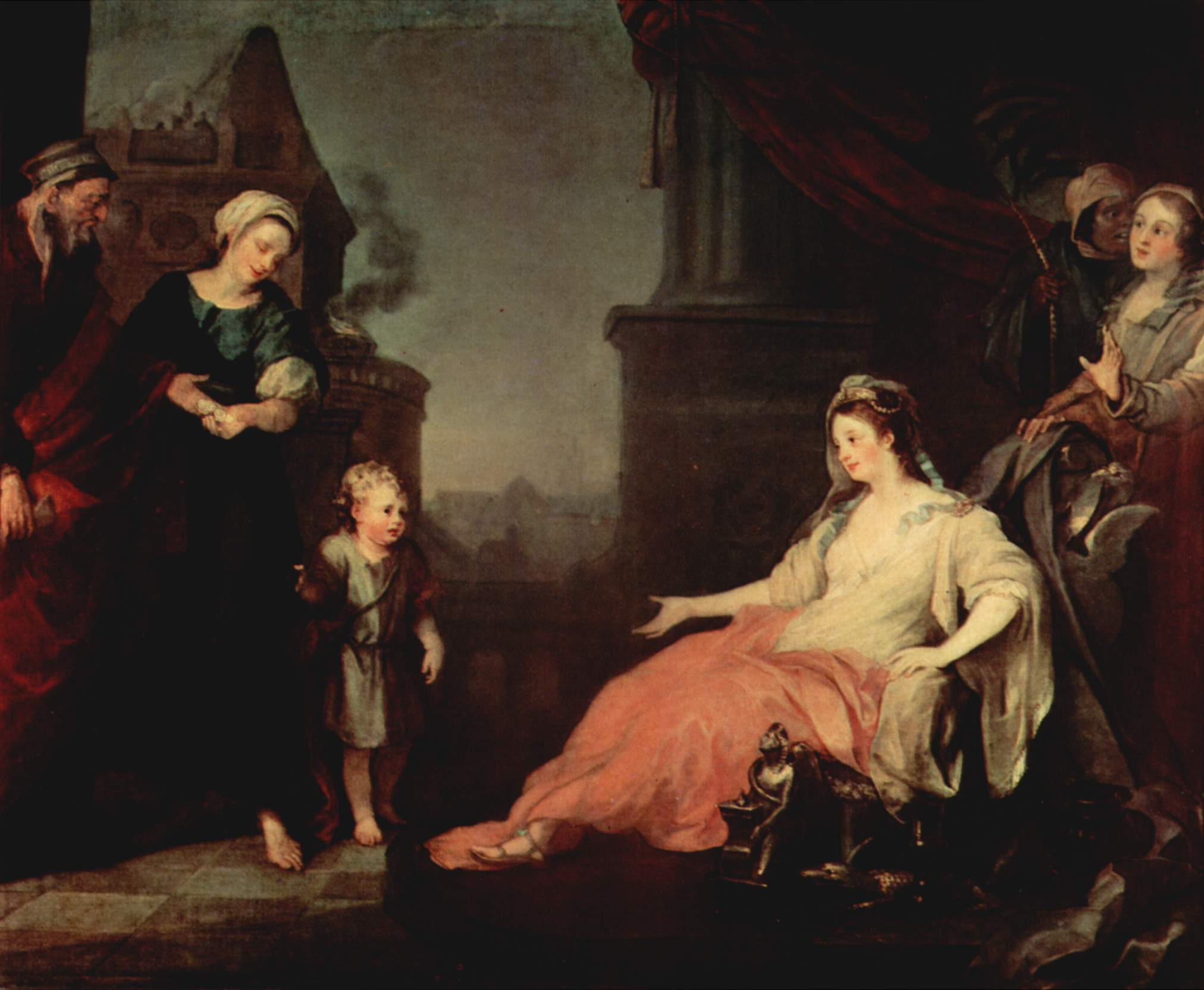
Mózest a fáraó lánya elé viszik (1747)

Bár kiváló portréfestő volt, és rendkívül közkedveltek voltak metszetei, metszetsorozatai, Hogarthot ez nem elégítette ki. Mint történeti festmények alkotója akart hírnevet szerezni magának, nem utolsósorban azért, mert a festészetnek ez a területe volt a legjövedelmezőbb és legelismertebb. Első jelentősebb történelmi tárgyú munkái a Szent Bertalan Kórház számára készültek, s ezeken a képeken erősen érződik van Dyck és Raffaello hatása. A festmények nem olyan magas színvonalúak, mint Hogarth egyéb jellegű alkotásai, és nem váltották be a hozzájuk fűzött reményeket.
A következő lépése a Lelencház alapítványa számára ajándékozott Finchley-i kivonulás című képének elkészítése, amely egy trónkövetelő ellen vonuló gárda gyülekezését ábrázolja. Itt már érzékelhető Hogarth szatirikus életszemlélete, nem véletlen, hogy II. György nem tartott igényt a képre. A Mózest a fáraó lánya elé viszik képét szintén a Lelencház számára készítette. Ezen a munkáján már jól érvényesült a valóság hű visszaadásában való tehetsége.

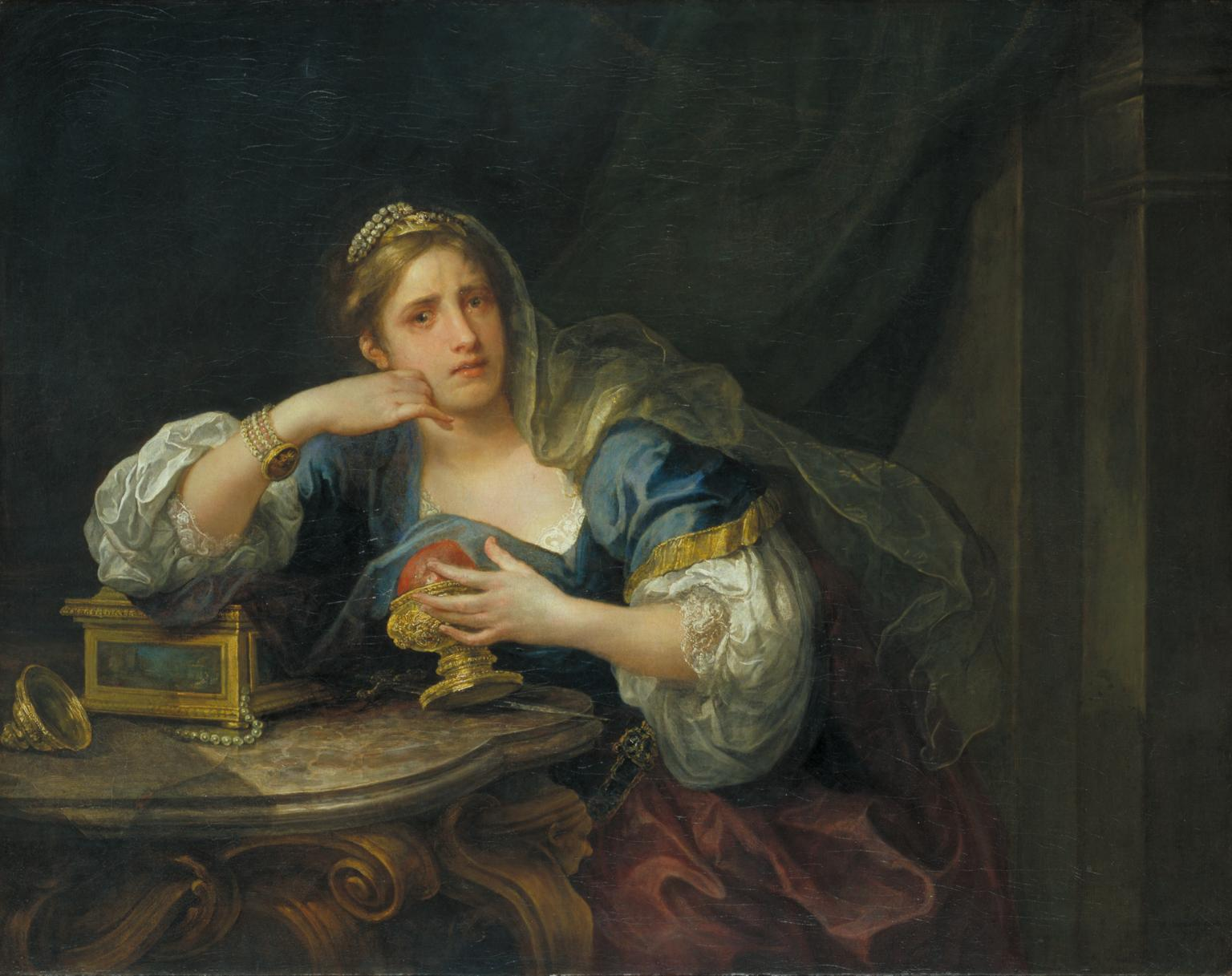
Sigismunda (1759)

Hogarthot bántotta, hogy kortársai milyen nagyra becsülik az idő barnította festményeket, legyenek azok tehetségtelen festők képei, vagy a kép maga hamisítvány. Sok műkritikus és képkereskedő élt régi értéktelen, esetleg hamisított mázolmányok eladásából. Ezért elhatározta, hogy ő is elkészíti egy régi festmény témája alapján a saját változatát. Így született a Sigismunda, a legtöbb vitát kiváltó Hogarth-mű; a kortársak nem értékelték a merész színhasználatot és az érzelmek ilyetén kifejezését. A viták is hozzájárultak ahhoz, hogy Hogarth utolsó éveiben felhagyott a történelmi tárgyú képek festésével.

## Művei
- A Déltengeri Társaság (rézmetszet, 1721 körül)
- A lottó (rézmetszet, 1724)
- Álarcosbál és opera (1724)
- A Fountaine család (olajfestmény, 1730)
- Bambridge kihallgatása a képviselőház előtt (1729)
- A szajha útja (sorozat, olajfestmény, 1731 – tűzvészben elpusztult – rézmetszet, 1732)
- Az aranyifjú útja (sorozat, olajfestmény és rézmetszet, 1732-1735)
- Modern éjféli beszélgetés (rézmetszet, 1733)
- Southwarki vásár (rézmetszet, 1733)
- Az alvó gyülekezet (1736)
- Előtte/Utána (sorozat, olajfestmény, rézmetszet, 1736)
- A nyomorgó költő (rézmetszet, 1736)
- A Bethesda-tó (olajfestmény, 1735-1736)
- Az irgalmas szamaritánus (olajfestmény 1736–1737)
- A négy napszak (olajfestmény 1736, rézmetszet 1738)
- A pajtában öltöző vándorszínészek (olajfestmény 1736, rézmetszet, 1738)
- Divatos házasság (sorozat, olajfestmény és rézmetszet, 1743–1745 London, National Gallery)
- Thomas Coram kapitány (olajfestmény, 1740)
- Ann Hogarth arcképe (olajfestmény, 1740 körül)
- Lavinia Fenton színésznő arcképe (olajfestmény, 1740 körül)
- Rákárus lány (olajfestmény, 1740-1750 között, London, National Gallery)
- A zenélő társaság (1741)
- Mary Edwards arcképe, (olajfestmény 1742)
- Simon Fraser, Lord Lovat (rajz és olajfestmény, 1745, rézmetszet 1746)
- Garrick III. Richárd szerepében (olajfestmény, 1745, rézmetszet, 1746)
- Szorgalom és lustaság (sorozat, 1747)
- Mózest a fáraó lánya elé viszik (olajfestmény, 1747)
- Szent Pál Félix előtt (olajfestmény, 1748)
- A Calais-i kapu (olajfestmény, 1748, rézmetszet, 1749)
- Finchley-i kivonulás (olajfestmény 1749 körül, rézmetszet 1750)
- Hogarth szolgái, (olajfestmény, 1750 után)
- Sör utca (rézmetszet, 1751)
- Gin köz (rézmetszet, 1751)
- A kegyetlenség négy fokozata (sorozat, rézmetszet, 1751)
- Álarcosbál Wanstedben (olajfestmény, 1754)
- David Garrick színész és felesége (olajfestmény, 1757)
- A választás (sorozat, olajfestmény, 1755, rézmetszet 1755-1758)
- A kakasviadal (rézmetszet, 1759)
- Sigismunda (olajfestmény 1759)
- Hiszékenység, Babona és Fanatizmus (rézmetszet, 1762)
- Az Idők (rézmetszet, 1762)
- Finis vagy A világ vége (rézmetszet, 1764)

Elméleti műve
- A szépség analízise (1753)

## Magyarul
- Georg Christoph Lichtenberg: A szajha útja. William Hogarth rézmetszeteinek részletes magyarázata. Az eredeti metszetek hasonmásaival; ford. Révai Gábor; Helikon, Bp., 1987